# Tipula (Schummelia) nannaris
Tipula (Schummelia) nannaris is een tweevleugelige uit de familie langpootmuggen (Tipulidae). De soort komt voor in het Oriëntaals gebied.